# Нищета
Нищета́, реже — кра́йняя бе́дность или абсолю́тная бе́дность — состояние человека, которое характеризуется невозможностью удовлетворения самых базовых и жизненно необходимых потребностей, таких как потребности в продовольствии, питьевой воде, жилье. Это состояние является следствием не только низкого уровня доходов, но и социального неравенства, а также ограниченного доступа к базовым услугам в области здравоохранения, санитарии, образования, информации, финансовым услугам.
Понятие нищеты впервые было определено Организацией объединённых наций (ООН) на Всемирной встрече на высшем уровне в интересах социального развития, прошедшей с 6 по 12 марта 1995 года в Копенгагене. На этой встрече были определены три ключевых направления: ликвидация нищеты, создание рабочих мест и социальная интеграция в том, что касается усилий международного сообщества по построению безопасных, справедливых, свободных и гармонично развивающихся сообществ с равными возможностями и улучшенными стандартами жизни для всех.
По состоянию на 2013 год подавляющее большинство людей в мире (96 %) из тех, кто находится в условиях крайней бедности, проживают в странах Южной Азии, Восточной Азии, Африки, Карибского бассейна и Тихого океана и почти половина из них проживает в Индии и Китае.
Сокращение масштабов нищеты и голода стало первой целью развития тысячелетия (ЦРТ), которую установили 189 государств — членов Организации объединённых наций (ООН) в 2000 году. В частности, одна из целей предусматривала снижение нищеты в два раза к 2015 году. Эта цель была успешно достигнута на 5 лет раньше запланированного срока.
С 2015 по 2030 годы, согласно пришедшим на смену ЦРТ целям в области устойчивого развития (ЦУР), одобренным Генеральной Ассамблеей ООН, нищета в мире должна быть ликвидирована повсеместно и во всех её формах.

## Показатели нищеты
Международно признанный показатель нищеты в мире составляет 1,90 доллара США в день на одного человека и ниже.
С 2000 года показатели уровня крайней нищеты в мире сократились вдвое, но, несмотря на это, один из десяти человек в развивающихся странах находится за чертой бедности, а миллионы других зарабатывают чуть больше 1,90 доллара США в день.
Значительные успехи в области ликвидации нищеты страны продемонстрировали за последние десятилетия. В Восточной Азии уровень крайней бедности населения упал наиболее радикально — с 80 % в 1981 году до 7,2 % в 2012 году. В Южной Азии доля населения, живущего крайне бедно, достигла самого низкого уровня с 1981 года, сократившись с 58 % в 1981 году до 18,7 % в 2012 году. В странах Африки к югу от Сахары уровень бедности в 2012 году составлял 42,6 %.
Наибольшая часть снижения уровня крайней бедности за последние тридцать лет пришлась на Китай, где за период с 1981 по 2011 годы порог крайней бедности в 1,90 доллара США в день преодолели 753 миллиона жителей. Во всех развивающихся странах, вместе взятых, число бедных сократилось за тот же период на 1,1 млрд человек.
В 2015 году менее чем на 1,90 доллара США в день жило 10 % мирового населения. В 1990 году этот показатель составлял 36 %, а в 1981 году — 44 %. Эти данные демонстрируют, что мировое сообщество способно бороться с нищетой. В апреле 2013 года Всемирный банк поставил цель ликвидировать крайнюю нищету за одно поколение, то есть сократить её масштабы до 3 % к 2030 году.

## Международный день борьбы за ликвидацию нищеты
22 декабря 1992 года Генеральная Ассамблея ООН приняла резолюцию № A/RES/47/196, провозгласившую «Международный день борьбы за ликвидацию нищеты», который отмечается в мире ежегодно 17 октября, начиная с 1993 года.